# Solenopsis blanda
Solenopsis blanda is een mierensoort uit de onderfamilie Myrmicinae.